# Kohabitáció (kormányzat)
A kohabitáció a politikában megosztott kormányzati rendszert jelent, amely félelnöki rendszerekben fordul elő, mint amilyen Franciaország. A latin szó jelentése: együttélés. Kohabitáció akkor jön létre, ha az államfő más politikai pártból való, mint a parlamenti többség. Mivel a miniszterelnök csak többség birtokában tud kormányozni, az elnök akkor is többséggel rendelkező kormányfőt kénytelen kinevezni, ha nem a saját pártjának van meg a többsége. Ilyen eset többször is előfordult például az Ötödik Köztársaságban.

## Finnországban
Finnország eredeti alkotmánya, amely a függetlenség elnyerése után készült 1919-ben, hasonlított a francia rendszerre. Explicit kimondta, hogy az elnök a nemzetbiztonságra és a nemzetközi kapcsolatokra koncentrál. Az erős elnöki pozíció a monarchisták és a parlamentaristák közti kompromisszum eredménye volt. A 2000-ben elfogadott új alkotmány gyengítette az elnököt: elvesztette a miniszterelnök kinevezésének a jogát, a parlament javára. A kohabitáció gyakran előfordult, mivel Finnországban hagyományosan több erős párt is van, amelyek nem erősen polarizáltak jobb- és baloldali alapon, és nem ugyanolyan hosszú a parlament mandátuma, mint az elnöké. (Az előzőé négy év, az utóbbié hat év.) Elméletileg a finn elnöknek pártonkívülinek kell lennie. Emiatt az elnökök általában hivataluk idejére feladták a párttagságukat.

## Franciaországban

### Eredete
A kohabitáció az Ötödik Köztársaság be nem tervezett terméke volt. A Köztársaság 1958. októberében elfogadott alkotmánya egyszerre tartalmazott egy elnököt és erős végrehajtó hatalommal rendelkező, a parlamentnek felelős miniszterelnököt. Utóbbit az elnök nevezi ki, akinek elsődleges feladata, hogy ne alakuljon ki politikai patthelyzet és maradjon cselekvőképes, megelőzve a Negyedik Köztársaság alatt folyamatosan újratermelődő kormányzásképtelenséget. A miniszterelnök dolga is az, hogy elsimítsa az esetleges pártvillongásokat és erős vezetést biztosítson a törvényhozási ág számára.
A francia elnököket 1962 óta Charles de Gaulle javaslatára közvetlenül választják a szavazók, nem egy elektori testületen keresztöl, mint korábban. Erre a változtatásra azzal a céllal került so, hogy az elnök nagyobb hatalmat kapjon, mint amit az eredeti alkotmány biztosított. Továbbra is a nemzetet testesítette meg szimbolikusan, de emellett mandátumot is kapott a néptől. A többségi párt természetesen szintén megtartotta a hatalmát, de mivel a közvetlenül választott elnök nevezte ki a miniszterelnököt, az elnöknek volt nagyobb hatalma, ha a végrehajtásban vagy a törvénykezésben konfliktus alakult volna ki. Az elnök nagyobb hatalmát az is példázza, hogy bármikor feloszlathatja a nemzetgyűlést (bár nem többször, mint egy év alatt egyszer), miközben a nemzetgyűlés nem mozdíthatja el az elnököt.
Az elnök ilyen fensőbbségének az volt az előfeltétele, hogy az elnök miniszterelnök-választását a parlament alsóházának, a nemzetgyűlésnek is jóvá kell hagynia: mivel a nemzetgyűlés bizalmatlansági szavazással menesztheti a kormányt, a kormányfőnek többséggel kell rendelkeznie a nemzetgyűlésben ahhoz, hogy megtarthassa hivatalát. Ez nem jelentett problémát, amíg a törvényhozási többség az elnök rendelkezésére állt. De Gaulle, az alkotmány jórészének ihletője úgy képzelte el, hogy az elnök lemond, ha a szavazók nem biztosítanak számára törvényhozási többséget, és ebben az esetben két hónapon belül új elnököt választanak. (Alelnöki pozíció nincsen Franciaországban.) Maga de Gaulle 1969-ben lemondott, miután egy népszavazás elutasította az általa javasolt alkotmányos reformokat.

#### Az első kohabitációig
Franciaország először 1981-ben került közel a kohabitáció kialakulásához, amikor a szocialista François Mitterrand-t választották elnöknek, miközben a nemzetgyűlési többség ekkor a gaullista Tömörülés a Köztársaságért (Rassemblement pour la République, RPR) vezette koalíció kezében volt. Mitterand szinte azonnal gyakorolta a hatalmát az új nemzetgyűlési választások kiírására. Az 1981-es francia törvényhozási választáson a szavazók olyan nemzetgyűlést választottak, amelyben a szocialistáknak abszolút többsége volt. Így nem alakult ki kohabitáció.
Öt évvel később azonban, amikor lejárt a nemzetgyűlés mandátuma, az új választásokon a jobboldal visszaszerezte a többséget. Mitterand úgy döntött, hogy nem mond le. Ezzel megkezdődött az első kohabitáció.

### A három kohabitáció
Franciaországban három időszakban alakul ki kohabitáció. A hatalom ezekben az időszakokban az elnök és a miniszterelnök között ingadozott.

#### A Mitterrand–Chirac-időszak (1986–1988)
Az 1986-os nemzetgyűlési választások után Mitternad kénytelen volt Jacques Chiracot, aki az RPR-t vezette, azt a pártot, amely egy koalíció élén többséget tudott biztosítani a nemzetgyűlésben. A Chirac és Mitterand közötti kohabitáció időszakában az elnök a külügyekre koncentrált, és a miniszterelnökre hagyta a belső ügyek intézését. Miközben Mitterand távol tartotta magát a belpolitikától, Chirac elkezdte visszavonni Mitterand reformjait, csökkentve az adókat és privatizálva sok állami tulajdonú vállalkozást. Voltak azonban feszült időszakok, mint például amikor Mitterand visszautasította, hogy aláírja az "ordonnance" jogszabályokat, lelassítva a Chirac kívánt törvények meghozását. Ez az együttélés két évig, 1988-ig tartott. Ekkor az újraválasztott Mitterand ismét törvényhozási választásokat írt ki, és ezeken megint elnyerte a baloldali többséget, amely azután kitartott öt évig.

#### A Mitterrand–Balladur-időszak (1993–1995)
1993-ban megint előállt a korábbi helyzet, a jobboldal 80 százalékos többséget szerzett a nemzetgyűlési választásokon. Mitterand ezúttal sem mondott le, és ismét egy gaullistát kellett kineveznie kormányfőnek, Édouard Balladurt. Chirac ekkor már arra összpontosított, hogy az elnöki pozíciót szerezze meg. Ez a kohabitáció 1995. május 18-ig tartott, amikor Chiracot választották meg elnöknek.

#### A Chirac–Jospin-időszak (1997–2002)
Chirac hatalomra kerülésekor a jobboldalnak volt törvényhozási többsége, így az új elnök RPR-es párttársát, Alain Juppét nevezhette ki miniszterelnöknek, véget vetve a kohabitációnak. Ez az állapot egészen az 1998-ban esedékes nemzetgyűlési választásokig fennállhatott volna. 1997-ben azonban Chirac elhibázott döntést hozott: feloszlatta a parlamentet és előrehozott választásokat írt ki. 
Ez a terv visszaütött, mert a választók a jobboldal helyett a baloldalnak szavazták meg a parlamenti többséget. Chirac kényszerűen a szocialista Lionel Jospint nevezte ki miniszterelnöknek. Jospin egészen a 2002-es nemzetgyűlési választásokig hatalomban maradt, így ez lett a leghosszabb kohabitációs időszak. Chirac ezt a „paralízis” állapotának nevezte, de nem volt mit tennie. Amíg Jospin volt a miniszterelnök, Chirac politikai befolyása csökkent és nem volt befolyása a baloldali törvényhozási többség által végrehajtott reformokra. Ezek közé tartozott a 35 órás munkahét bevezetése is 2000-ben. (Korábban 39 óra volt a munkahét hossza.)

#### A francia konklúziók
Egyes tudósok (Lijphart, 1999) úgy tartják, az Ötödik Köztársaság általában elnöki rendszerben működik, kohabitáció idején azonban effektíve áttér a parlamentáris rendszerre, legalábbis ami a belpolitikát illeti, amelyben a miniszterelnök ellenőrzi a törvénykezési menetrendet, az elnök hatóköre pedig a kül- és védelmi politikára korlátozódik. 
- A kohabitáció idején problémákat okozhat, hogy a miniszterelnök és az elnök is saját politikáját vinné, arra törekedve, hogy újraválasszák. Mivel a pártjaik egymással versengenek, a kohabitáció csökkentheti az országos politika hitelességét és kifelé kevésbé biztonságosnak mutatja az országot.
- Bár eredetileg ezt valószínűtlennek gondolták, Franciaországot az 1986 és 2006 közt eltelt idő csaknem felében kohabitációban kormányozták, ami azt jelzi, hogy a franciák nem félnek attól, hogy két párt hatalommegosztásban gyakorolja a hatalmat.

### A kohabitáció esélyei az alkotmánymódosítás után
2000-ben Chirac elnök támogatásával az elnöki ciklus hosszát hétről öt évre csökkentették. A változást az ugyanabban az évben tartott népszavazás hagyta jóvá. Ezzel ugyanolyan hosszú lett az elnöki ciklus, mint a törvényhozási ciklus, és ez csökkenti a kohabitáció esélyét, azzal a másik változással együtt, hogy a törvényhozási választásokat alapesetben egy hónappal az elnökválasztás után tartják. A "győztes lendülete" arra ösztönözheti a győztes elnökjelöltre voksolókat, hogy ezt az állásfoglalásukat az alig valamivel később tartott törvényhozási választáson is megerősítsék.
A kohabitáció esélye azzal is csökken, hogy a rövid, egy hónapos periódusban kevésbé valószínű, hogy megváltoznak a közvéleményen belüli preferenciák, mint hosszabb, akár többéves időszakokban. Persze a kohabitáció teljesen így sem kizárt. Előfordulhat, hogy egy választói csoport (például a jobb- vagy baloldali szavazók csoportja) megosztott az elnökjelölt személyét illetően, és ezért a jelöltjeik nem győznek, a törvényhozási választások idejére azonban az ellentéteket elsimítják és egységesen lépnek fel. Ebben az esetben a két választás akár különböző eredményt is hozhat. Az is előfordulhat, hogy egy párt az elnök- és a törvényhozási választásokon is megszerzi a legnagyobb támogatást, de a nemzetgyűlésben mégsem jut többséghez, mert a támogatottsága egyenetlenül oszlik meg a választókerületek közt. Előállhat olyan helyzet is, hogy egy olyan jelölt szerzi meg az elnöki posztot, akinek a pártja gyenge és nem lesz elegendő jelöltje, vagy apparátusa a törvényhozási választás megnyerésére.
Kohabitáció úgy is kialakulhat, ha rendkívüli körülmények miatt mégis különböző időpontban rendezik az elnök- és a törvényhozási választásokat. Például az elnöknek joga van feloszlatni a nemzetgyűlést és új választásokat kiírni. Ebben az esetben nem kizárt, hogy nem az elnök pártja nyer, bár az elnök nyilván csak abban az esetben nyúl a feloszlatás eszközéhez, ha bízik a pártja sikerében. Az elnök meghalhat, elvesztheti a képességét a hivatala betöltésére, lemondhat, vagy el is mozdíthatják. Ezekben az esetekben új elnökválasztást kell tartani és előállhat a kohabitáció, bár az új elnök ilyen esetben valószínűleg feloszlatja a nemzetgyűlést és új választásokat ír ki.

## Grúzia
Grúziában a 2012–2013-as időszakban alakult ki kohabitáció, miután a Grúz Álom nevű ellenzéki koalíció a választásokon legyőzte a kormányzó Egyesült Nemzeti Mozgalom pártot. Ezzel egy időben új alkotmány lépett hatályba, és a legyőzött párt vezetője, Miheil Szaakasvili elnök kénytelen volt kinevezni a Grúz Álom vezetőjét, Bidzina Ivanisvilit miniszterelnöknek. Miután lejárt Szaakasvili második elnöki ciklusa, a 2013-as elnökválasztáson Giorgi Margvelasvili, a Grúz Álom jelöltje győzött. Ezzel a grúzok lezártak egy komplex és békés átmenetet az elnöki rendszerből a parlamentáris rendszerbe. Az Európai Bizottság jelentése szerint a kohabitációs időszak "nem volt könnyű, de funkcionált".

## Románia
A 2012-es román politikai válság a szociáldemokrata kormányfő Victor Ponta és a jobbközép elnök, Traian Băsescu közti jelentős konfliktus volt, miután 2012 májusában Ponta megkapta a felkérést a kormányalakításra. A botrányokkal és polgári engedetlenségi akciókkal tarkított belharc azzal ért véget, hogy decemberben a két fél megállapodást írt alá a kohabitációról.

## Ukrajna
A félelnöki rendszerű Ukrajnában 2006 és 2010 közt volt kohabitáció. 2006 augusztusában Viktor Andrijovics Juscsenko elnök kénytelen volt kinevezni Viktor Fedorovics Janukovicsot – aki a 2004-es elnökválasztáson a riválisa volt – miniszterelnöknek.

## Lengyelország
A lengyel elnök hivatala betöltésének idején nem tartozhat párthoz, de eddig minden elnököt pártjelöltként választottak. Kohabitációs helyzet 2007-ben állt elő, amikor Lech Kaczyński elnök Donald Tuskot nevezte ki elnöknek, aki a 2005-ös elnökválasztáson a vetélytársa volt. Kaczyński 2010-ben repülőgép-szerencsétlenség áldozata lett. Utódja, Bronisław Komorowski Tusk pártjából, a Polgári Platformból való volt, így megszűnt a kohabitáció. 2015 augusztusában azonban Andrzej Duda lett az új elnök. Néhány hónapra ismét előállt a kohabitációs helyzet, mivel ekkor még Tusk utóda, a polgári platformos Ewa Kopacz volt a miniszterelnök. Az októberi választásokat azonban a Jog és Igazságosság, Duda pártja nyerte.

## Más országok
Elnöki rendszerekben nincs kohabitáció. Elnöki demokráciákban is, mint amilyen az Amerikai Egyesült Államok, előfordult, hogy az elnök és a törvényhozás közt hatalommegosztás alakult ki, de ez más, mint a kohabitáció, és megosztott kormányzásnak nevezik. Ilyen helyzetben a végrehajtó hatalmat megtestesítő elnök más párthoz tartozik, mint a törvényhozást ellenőrző párt. A kohabitációban ezzel szemben maga a végrehajtó hatalom megosztott a különböző párthoz tartozó elnök és törvényhozási többség között. A kohabitáció így csak olyan rendszerekben fordul elő, ahol van egy parlamentáris kormány (ami tehát a parlamentnek felel) és közvetlenül választott elnök: vagyis a félelnöki rendszerekben.
A francia rendszerhez hasonlóra formált egyes kelet-európai rendszerekben előfordul a kohabitáció. Kialakulásának esélye a francia módszerrel csökkenthető, tehát ha ugyanolyan hosszú az elnöki és a törvényhozási ciklus, és a választásaikat időben egymáshoz közel rendezik.

## További olvasmányok
- http://news.bbc.co.uk/1/hi/world/south_asia/3256649.stm
- Raymond, G (2000) The President: Still a ‘Republican Monarch’? in Raymond, G (ed) Structures of Power in Modern France, Macmillan Press, Basingstoke
- Sartori, G (1997) Comparative Constitutional Engineering, 2nd Ed., Macmillan Press, Basingstoke
- Elgie, R (2003) Political Institutions in Contemporary France, OUP, Oxford
- Knapp, A and Wright, V (2001) The Government and Politics of France, 4th Ed., Routledge, London
- Marrani, D (2009), ‘Semi- Presidentialism à la française: the Recent Constitutional Evolution of the “Two-Headed” Executive’, Constitutional FORUM constitutionnel, vol. 18, no. 2, 2009, available at: https://web.archive.org/web/20120511074704/http://www.law.ualberta.ca/centres/ccs/publications/journals/constitutionalforum/Volume18overview
- Cohendet, M. (2005) ‘The French Cohabitation, A Useful Experiment?’ CEFC:China
- People’s Daily Online, (2002), France Bids Farewell to Right-Left 'Cohabitation’, Monday, June 17, 2002 (Last accessed 16 February 2006).
- Shiloh, T. (2002) Muted reaction as France heads right, Monday, June 10, 2002 (Last accessed 15 February 2006).

## Fordítás
Ez a szócikk részben vagy egészben  a   Cohabitation (government) című angol Wikipédia-szócikk ezen változatának fordításán alapul.  Az eredeti cikk szerkesztőit annak laptörténete sorolja fel. Ez a jelzés csupán a megfogalmazás eredetét és a szerzői jogokat jelzi, nem szolgál a cikkben szereplő információk forrásmegjelöléseként.